# 1985 en sports équestres
Chronologie des sports équestres
- 1984 en sports équestres - 1985 en sports équestres - 1986 en sports équestres

Cet article présente les faits marquants de l'année 1985 en sports équestres.

## Événements

### Avril
- avril 1985 : la finale de la coupe du monde de saut d'obstacles 1984-1985 est remportée par Conrad Homfeld et Abdullah[1].

### Septembre
- 2 septembre 1985 : 17e édition du championnat d'Europe de concours complet d'équitation 1985 à Burghley (Royaume-Uni) qui est remportée par Virginia Leng-Holgate sur Priceless en individuel et par l'équipe du Royaume-Uni[2].

### Année
- 18e édition des championnats d'Europe de saut d'obstacles à Dinard (France).
- première édition du salon Cheval Passion à Avignon (France).
- 12e édition des championnats d'Europe de dressage 1985 à Copenhague (Danemark).